# Eleição municipal de Presidente Prudente em 2020
A eleição municipal de Presidente Prudente em 2020 ocorreu no dia 15 de novembro. Esta cidade paulista possui 230.371 habitantes dentre os quais 178.309 são eleitores que neste dia votaram para definir o seu prefeito e os seus 13 vereadores.

## Antecedentes
Na eleição de 2016, o ex-promotor de Justiça Nelson Bugalho, candidato pelo PTB, venceu a disputa apertada com 29,46% dos votos válidos, o correspondente a 33.209 votos, tendo como adversários mais próximos, Fábio Sato, do PPS, que alcançou 28,54% dos votos válidos, o correspondente a 32.175 votos,  e o ex-prefeito Agripino Lima, do PMDB, que obteve 26,81% dos votos válidos, correspondente a 30.224 votos. Além desses três candidatos, disputaram também José Lemes Soares, do PRB, Regina Penati, do PT, Daniel Grandolfo, do Solidariedade, Professor Donizete, do PSOL, e o candidato Dodô, do PTdoB, que teve a candidatura indeferida e seus votos não computados.

### Cláusula de barreira
Nesta eleição entrará em vigor a regra da "cláusula de barreira". Os partidos teriam de obter, nas eleições para a Câmara dos Deputados de 2018, pelo menos 1,5% dos votos válidos, em ao menos um terço das unidades da federação, com ao menos 1% dos votos válidos em cada uma delas; ou ter eleito pelo menos 9 deputados, distribuídos em ao menos, um terço das unidades da federação. Os partidos que não atingiram estes números podem ficar sem receber o financiamento do fundo partidário, além de não terem direito ao tempo de TV. Portanto os seguintes partidos serão afetados: UP, PCO, PCB, PSTU, REDE, PMN, PMB, DC, PTC e PRTB.

## Contexto político e pandemia
As eleições municipais de 2020 estão sendo marcadas, antes mesmo de iniciada a campanha oficial, pela pandemia do coronavírus SARS-CoV-2 (causador da COVID-19), o que está fazendo com que os partidos remodelem suas metodologias de pré-campanha. O Tribunal Superior Eleitoral (TSE) autorizou os partidos a realizarem as convenções para escolha de candidatos aos escrutínios por meio de plataformas digitais de transmissão, para evitar aglomerações que possam proliferar o vírus.
Além disso, a partir deste pleito, será colocada em prática a Emenda Constitucional 97/2017, que proíbe a celebração de coligações partidárias para as eleições legislativas, o que pode gerar um inchaço de candidatos ao legislativo. Conforme reportagem publicada pelo jornal Brasil de Fato em 11 de fevereiro de 2020, o país poderá ultrapassar a marca de 1 milhão de candidatos a prefeito, vice-prefeito e vereador neste escrutínio, o que não seria necessariamente bom, na opinião do professor Carlos Machado, da UnB (Universidade de Brasília): “Temos o hábito de criticar de forma intensa a coligação partidária, sem parar para refletir sobre os elementos positivos dela. O número de candidatos que um partido pode apresentar numa eleição, varia se ele estiver dentro de uma coligação, porque quando os partidos participam de uma coligação, eles são considerados como um único partido", afirmou Machado na reportagem.

## Candidatos à Prefeitura[4]
| Número eleitoral | Candidato ao cargo de prefeito | Partido | Candidato ao cargo de vice prefeito | Coligação                                                                  | Tempo de horário eleitoral |
| ---------------- | ------------------------------ | ------- | ----------------------------------- | -------------------------------------------------------------------------- | -------------------------- |
| 12               | José Lemes                     | PDT     | Professor Luis (PDT)                | "Prudente em Primeiro Lugar" Sem coligação                                 | 37 segundos                |
| 13               | Luís Valente                   | PT      | Professora Evelyn (PSOL)            | "Frente Prudente Popular" - PT - PSOL                                      | 1 min e 18 s               |
| 15               | Fábio Sato                     | MDB     | Dr. Jailton Santiago (MDB)          | "Mudar de Verdade" - MDB - Cidadania - Republicanos                        | 1 min e 28 s               |
| 17               | Guilherme Piai                 | PSL     | Neyla Pinheiro (PSL)                | "Endireita Prudente" Sem coligação                                         | 1 min e 5 s                |
| 19               | Juliano Borges                 | PODE    | Waldir Olivetti (PODE)              | “Juntos Podemos Mudar Prudente” Sem coligação                              | 25 segundos                |
| 25               | "Engenheiro Laércio"           | DEM     | Marcos Vinha (DEM)                  | "Experiência e Trabalho" - Democratas - PTB                                | 39 segundos                |
| 28               | João Figueira                  | PRTB    | Arnaldo Gonino (PRTB)               | "Coragem para Mudar" Sem coligação                                         | Não possui                 |
| 36               | "Major Glauco"                 | PTC     | Cacilda Turismo (PTC)               | “Muda Prudente, Muda de Verdade!” Sem coligação                            | Não possui                 |
| 40               | Ed Thomas                      | PSB     | Izaque Silva (Patriota)             | "Força Prudente" - PSB - Patriota - PSC - PP                               | 1 min e 45 s               |
| 45               | Nelson Bugalho                 | PSDB    | Dra. Ieda (PL)                      | "Honestidade, Transparência e Inovação" - PSDB - PL - PROS - Solidariedade | 1 min e 40 s               |
| 55               | Paulo Lima                     | PSD     | Padre Milton (PSD)                  | "Vem com a Gente" Sem coligação                                            | 45 segundos                |
| 70               | Marcos Lucas                   | Avante  | Myriam Costa (Avante)               | "Por uma nova Prudente" Sem coligação                                      | 13 segundos                |

### Debate
Em 1º de outubro de 2020, às 22h30, foi promovido pela TV Bandeirantes Paulista e exibido para 285 cidades da área de cobertura da emissora, o primeiro debate entre os candidatos a prefeito de Presidente Prudente. Além da exibição via streaming pela página da emissora no Facebook e no canal do setor de jornalismo da emissora Band no Youtube.
| Data           | Organizadores            | Mediador          | Nelson Bugalho (PSDB) | Fabio Sato (MDB) | Ed Thomas (PSB) | Paulo Lima (PSD) | Engenheiro Laércio (DEM) | Juliano Borges (Podemos) | Guilherme Piai (PSL) | Luis Valente (PT) | José Lemes (PDT) | Marcos Lucas (Avante) | Major Glauco (PTC) | João Figueira (PRTB) |
| -------------- | ------------------------ | ----------------- | --------------------- | ---------------- | --------------- | ---------------- | ------------------------ | ------------------------ | -------------------- | ----------------- | ---------------- | --------------------- | ------------------ | -------------------- |
| 1.º de outubro | TV Bandeirantes Paulista | Hiltonei Fernando | Presente              | Presente         | Presente        | Presente         | Presente                 | Presente                 | Presente             | Presente          | Presente         | Presente              | Não convidado      | Não convidado        |

## Resultado
Disputaram contra Ed Thomas, outros 11 candidatos, tendo destaque o candidato Fábio Sato, pela terceira vez consecutiva disputando a chefia do executivo prudentino, desta vez pelo MDB, sendo o segundo colocado com 17.241 votos, o correspondente a 15,86% dos votos válidos, na sequência estiveram o empresário e ex-deputado federal Paulo Lima, candidato do PSD e filho do ex-prefeito Agripino Lima, que obteve 12.545 votos, o correspondente a 11,54% dos votos válidos na terceira colocação, o candidato do PSL, Guilherme Piai, que teve 10.283 votos, o correspondente a 9,46% dos votos válidos, e na quinta colocação, o prefeito candidato a reeleição, Nelson Bugalho, pelo PSDB, com 9.142 votos, o correspondente a 8,41% dos votos válidos.

### Prefeito
| Candidato(a)             | Vice                       | 1º turno 15 de novembro | 1º turno 15 de novembro |
| Candidato(a)             | Vice                       | Total                   | Percentagem             |
| ------------------------ | -------------------------- | ----------------------- | ----------------------- |
| Ed Thomas (PSB)          | Izaque Silva (Patriota)    | 37.304                  | 34,33%                  |
| Fabio Sato (MDB)         | Dr. Jailton Santiago (MDB) | 17.241                  | 15,86%                  |
| Paulo Lima (PSD)         | Padre Milton (PSD)         | 12.545                  | 11,54%                  |
| Guilherme Piai (PSL)     | Neyla Pinheiro (PSL)       | 10.283                  | 9,46%                   |
| Nelson Bugalho (PSDB)    | Dra. Ieda (PL)             | 9.142                   | 8,41%                   |
| Engenheiro Laércio (DEM) | Marcos Vinha (DEM)         | 5.163                   | 4,75%                   |
| Marcos Lucas (Avante)    | Myriam Costa (Avante)      | 4.322                   | 3,98%                   |
| Luis Valente (PT)        | Professora Evelyn (PSOL)   | 3.984                   | 3,67%                   |
| Major Glauco (PTC)       | Cacilda Turismo (PTC)      | 3.666                   | 3,37%                   |
| Juliano Borges (PODE)    | Waldir Olivetti (PODE)     | 2.770                   | 2,55%                   |
| José Lemes Soares (PDT)  | Professor Luis (PDT)       | 1.400                   | 1,29%                   |
| João Figueira (PRTB)     | Arnaldo Gonino (PRTB)      | 858                     | 0,79%                   |
| → Total de votos válidos | → Total de votos válidos   | 108.678                 | 90,15%                  |
| → Votos em branco        | → Votos em branco          | 5.430                   | 4,43%                   |
| → Votos nulos            | → Votos nulos              | 6.535                   | 5,42%                   |
| Total                    | Total                      | 120.553                 | 67,61%                  |
| Abstenções               | Abstenções                 | 57.756                  | 32,39%                  |
| Total de inscritos       | Total de inscritos         | 178.309                 | 100%                    |

### O Eleito
Natural de Santo Anastácio, no interior de São Paulo, o radialista Edson Tomazini, popularmente conhecido por Ed Thomas, candidato do PSB, parlamentar em quarto mandato consecutivo na Assembleia Legislativa como deputado estadual, foi vereador em dois mandatos entre 2001 e 2007, tendo sido presidente da Câmara Municipal entre 2005 e 2006, ele também já foi candidato à Prefeito em 2008 tendo sido derrotado por Milton Carlos de Mello, o Tupã, candidato pelo PTB com pequena diferença de menos de 4% dos votos.

### Vereadores[6]
A Câmara Municipal que possui 13 cadeiras ficou dividida da seguinte forma para a legislatura 2021-2024: 3 cadeiras para o PSB, MDB, PODE, PTB e DEM com 2 cadeiras, e uma para o Patriota e para o PSDB.
| Nome do eleito         | Quantidade de votos | Partido  |
| ---------------------- | ------------------- | -------- |
| Douglas Kato           | 2.980               | PTB      |
| Ivan Itamar            | 2.316               | PSB      |
| Demerson Saúde         | 1.920               | PSB      |
| Mauro Neves            | 1.786               | PODE     |
| Tiago Oliveira         | 1.534               | MDB      |
| Enio Perrone           | 1.476               | DEM      |
| Professora Joana d'Arc | 1.339               | PSB      |
| William Leite          | 1.336               | MDB      |
| Professor Negativo     | 1.315               | PODE     |
| Joãozinho da Saúde     | 1.219               | DEM      |
| Wellington Bozo        | 1.149               | MDB      |
| Miriam Brandão         | 1.105               | Patriota |
| Nathalia Gonzaga       | 967                 | PSDB     |